# Helikoptercrash in Varzaqan (2024)
Op 19 mei 2024 stortte een Bell 212-helikopter neer nabij Varzaqan, Iran, terwijl hij vanuit Khudafarin op weg was naar Tabriz. De helikopter vervoerde de president van Iran Ebrahim Raisi, minister van Buitenlandse Zaken Hossein Amir-Abdollahian, gouverneur-generaal van de provincie Oost-Azerbeidzjan Malek Rahmati en Mohammad Ali Ale-Hashem, de vertegenwoordiger van de Opperste Leider in Oost-Azerbeidzjan. Volgens de Iraanse Rode Halve Maan kwamen alle zes passagiers en drie bemanningsleden om het leven.
De crash vond plaats terwijl Raisi op reis was in het Iraanse Oost-Azerbeidzjan, vlak bij de stad Jolfa, aan de grens tussen Azerbeidzjan en Iran. Hij was op de terugweg van een inhuldiging van de nieuwe Giz Galasi-dam aan de rivier Aras. Islamic Republic of Iran Broadcasting (IRIB) meldde dat reddingsoperaties moeilijkheden ondervonden vanwege het dichte bosgebied, verergerd door ongunstige weersomstandigheden zoals zware regen, mist en harde wind. Drones, zoek- en reddingsteams, speciaal getrainde honden en het Copernicus-satellietsysteem hielpen bij de zoektocht.

## Ontdekking
IRIB meldde nog dezelfde dag van het ongeluk dat de helikopter door hulpdiensten was gevonden en dat er "geen teken van leven" was aangetroffen. De helikopter was volgens IRIB vrijwel volledig uitgebrand, met uitzondering van de staart.

## Nasleep
Raisi was de tweede president van Iran die tijdens zijn ambtsperiode omkwam, na Mohammad-Ali Rajai, die een bomaanslag in 1981 niet overleefde. Grootayatollah Ali Khamenei, de hoogste geestelijke leider van het land, benoemde vice-president Mohammad Mokhber als waarnemend president en kondigde vijf dagen van nationale rouw aan. Op 23 mei werd Raisi begraven in de moskee van de Iraanse stad Mashhad.
Volgens de Iraanse grondwet moeten binnen vijftig dagen na het overlijden van een president nieuwe verkiezingen gehouden worden. Na twee stembusgangen op 28 juni en 5 juli werd Masoud Pezeshkian verkozen tot nieuwe president.